# Intrepid Pictures
Intrepid Pictures es una productora de cine y televisión independiente estadounidense dedicada a producir contenido comercial de alto nivel para el público general global. Fue fundada en 2004 por Trevor Macy y Marc D. Evans, y actualmente está dirigida por Trevor Macy. La empresa tiene su sede en Los Ángeles, California .

## Historia
Intrepid Pictures fue fundada en 2004 por los fundadores y codirectores ejecutivos Trevor Macy y Marc D. Evans.   
Antes de que se creara Intrepid, tanto Evans como Macy trabajaron en Revolution Studios y Propaganda Films respectivamente. Evans pasó 4 años en Revolution Studios como director financiero de 2000 a 2004  mientras que Macy pasó 2 años como director de operaciones de Propaganda Films y produjo de forma independiente Auto Focus . 
Un año después de formar la compañía, Rogue firmó un acuerdo con Intrepid para coproducir, cofinanciar y distribuir películas en asociación con Universal Studios, la entonces empresa matriz de Rogue, durante cinco años.  Luego, la compañía debutó con Waist Deep en 2006, que recaudó 21,35 millones de dólares en todo el mundo.
En febrero de 2011, Melinda Nishioka fue contratada como Coordinadora y, a partir de septiembre de 2016, se convirtió en Vicepresidenta de Desarrollo. 
El grupo irrumpió con The Strangers . En mayo de 2012, FilmDistrict adquirió los derechos cinematográficos de lo que se convertiría en Oculus .  Poco después, la película se estrenó el 11 de abril de 2013 con éxito comercial y de crítica, recaudando 44 millones de dólares con un presupuesto de 5 millones y recibió críticas positivas. En junio de 2015, Los Angeles Media Fund cofinanció The Bye Bye Man, que se originó a partir de un guion de Jonathan Penner  y STX Entertainment adquirió la película en diciembre. 
Los lanzamientos recientes más notables de Intrepid son las películas aclamadas por la crítica Hush, Before I Wake, Ouija: Origin of Evil y Gerald's Game, todas con Mike Flanagan, un colaborador y socio frecuente de Intrepid de 2019 a 2024.
En enero de 2018, Intrepid y Macy anunciaron su participación en Doctor Sleep, la secuela de la icónica película de terror El resplandor, para Warner Brothers . 
En febrero de 2019, se anunció que Flanagan se había unido formalmente a Intrepid como socio y que Intrepid había firmado un acuerdo general con Netflix para generar series de televisión. Como parte de ese acuerdo global, Netflix ordenó la serie original Midnight Mass en julio de 2019. 
El 6 de octubre de 2021, se anunció que Intrepid creará una serie limitada de ocho episodios titulada La caída de la casa Usher para Netflix que se basará en las obras de Edgar Allan Poe . Flanagan y Michael Fimognari dirigirán cuatro episodios cada uno y serán productores ejecutivos de la serie. 
El 1 de diciembre de 2022, se anunció que la compañía firmó un acuerdo de televisión con Amazon Studios . Según el acuerdo, Macy y Flanagan desarrollarán y producirán proyectos bajo Intrepid para Amazon Prime Video, poniendo así fin a su acuerdo con Netflix. Las producciones de largometrajes no formaban parte del acuerdo. 

## Filmografía
| Fecha de lanzamiento     | Título                       | Director           | Distribuidor             |
| ------------------------ | ---------------------------- | ------------------ | ------------------------ |
| 23 de junio de 2006      | Waist Deep                   | Vondie Curtis-Hall | Rogue Pictures           |
| 10 de noviembre de 2006  | The Return                   | Asif Kapadia       | Rogue Pictures           |
| 19 de enero de 2007      | The Hitcher                  | Dave Meyers        | Rogue Pictures           |
| 29 de agosto de 2007     | Balls of Fury                | Robert Ben Garant  | Rogue Pictures           |
| 14 de marzo de 2008      | Doomsday                     | Neil Marshall      | Rogue Pictures           |
| 30 de mayo de 2008       | The Strangers                | Bryan Bertino      | Rogue Pictures           |
| 10 de febrero de 2012    | Safe House                   | Daniel Espinosa    | Universal Pictures       |
| 27 de abril de 2012      | The Raven                    | James McTeigue     | Relativity Media         |
| 7 de septiembre de 2012  | The Cold Light of Day        | Mabrouk El Mechri  | Summit Entertainment     |
| 9 de abril de 2013       | Crush                        | Sonny Mallhi       | FilmNation Entertainment |
| 11 de abril de 2014      | Oculus                       | Mike Flanagan      | Relativity Media         |
| 8 de abril de 2016       | Hush                         | Mike Flanagan      | Netflix                  |
| 13 de enero de 2017      | The Bye Bye Man              | Stacy Title        | STX Entertainment        |
| 2 de junio de 2017       | Dobaara: See Your Evil       | Prawaal Raman      | B4U Motion Pictures      |
| 29 de septiembre de 2017 | Gerald's Game                | Mike Flanagan      | Netflix                  |
| 5 de enero de 2018       | Before I Wake                | Mike Flanagan      | Netflix                  |
| 9 de marzo de 2018       | The Strangers: Prey at Night | Johannes Roberts   | Aviron Pictures          |
| 18 de octubre de 2019    | Eli                          | Ciarán Foy         | Netflix                  |
| 8 de noviembre de 2019   | Doctor Sleep                 | Mike Flanagan      | Warner Bros. Pictures    |
| 20 de julio de 2024      | Shelby Oaks                  | Chris Stuckmann    | Neon                     |

## Televisión
| Año  | Serie                      | Creador(es)             | Red     |
| ---- | -------------------------- | ----------------------- | ------- |
| 2018 | La maldición de Hill House | Mike Flanagan           | Netflix |
| 2020 | La maldición de Bly Manor  | Mike Flanagan           | Netflix |
| 2021 | Misa de medianoch          | Mike Flanagan           | Netflix |
| 2022 | El club de la medianoche   | Mike Flanagan Leah Fong | Netflix |
| 2023 | La caída de la Casa Usher  | Mike Flanagan           | Netflix |

## Próximas películas
| Fecha              | Título                           | Director      | Distribuidor       | Notas                |
| ------------------ | -------------------------------- | ------------- | ------------------ | -------------------- |
| Septiembre de 2024 | The Life of Chuck                | Mike Flanagan | Por confirmar      | [ 15 ]               |
| 2026               | Película El exorcista sin título | Mike Flanagan | Universal Pictures | [ 16 ] [ 17 ] [ 18 ] |
| Por confirmar      | The Season of Passage            | Mike Flanagan | Universal Pictures | [ 19 ]               |